# Chesterfield (Indiana)
Chesterfield is een plaats (town) in de Amerikaanse staat Indiana, en valt bestuurlijk gezien onder Delaware County en Madison County.

## Demografie
Bij de volkstelling in 2000 werd het aantal inwoners vastgesteld op 2969.
In 2006 is het aantal inwoners door het United States Census Bureau geschat op 2780, een daling van 189 (-6,4%).

## Geografie
Volgens het United States Census Bureau beslaat de plaats een oppervlakte van
3,0 km², geheel bestaande uit land.

## Plaatsen in de nabije omgeving
De onderstaande figuur toont nabijgelegen plaatsen in een straal van 12 km rond Chesterfield.